# Паркер, Кей
Ке́й Па́ркер (англ. Kay Rebecca Taylor); 28 августа 1944, Бирмингем, Уорикшир — 14 октября 2022, Лос-Анджелес, Калифорния) — американская актриса, порнозвезда. Наиболее известна по фильму «Табу».

## Биография
Родилась в 1944 году в Бирмингеме. Карьера в кино началась в известном телесериале «Приключение Хоуи», выпущенном в 1962 году.
В начале 70-х переехала в США, в южную Калифорнию, где стала подрабатывать актрисой в небольшой труппе передвижного театра.
Во время гастролей в Лос-Анджелесе познакомилась с Джоном Лесли, который и способствовал её дальнейшей карьере. Лесли предложил ей сняться в небольшой роли неэротического характера. Поначалу он получил отказ, но затем Кей согласилась. Ей стали предлагать небольшие роли в различных порнофильмах, так как она начала сниматься уже в относительно зрелом возрасте.
- В 1977 году режиссёр Энтони Спинелли приглашает её на роль в порнофильме «Всемирный секс», где её партнёром стал знаменитый режиссёр и продюсер Джои Силвера. В постельной сцене с Джои актриса так увлеклась интимной близостью с партнёром, что не заметила как нанесла себе небольшую травму[7];
- В 1980 году приходит и настоящая слава — она играет главную роль в фильме «Инцест» (второе название «Табу») с Майклом Рэнжером. Режиссёр фильма Кирди Стивен. Обладая незаурядным драматическим талантом, Кей так достоверно сыграла зрелую женщину, не способную обуздать свои желания и совращающую собственного сына, что многие кинокритики до сих пор признают этот фильм одной из лучших работ этого жанра[5][8];
- В 1983 году снимается «Табу 2», а в 1984 — «Табу 3»[7][9];
- В 2001 году она написала книгу под названием Taboo: Sacred, в котором повествуется о её детстве и карьере в порноиндустрии;
- В 2005 году Кей сыграла саму себя в фильме азиатского режиссёра Дика Но[10].
- Причиной смерти актрисы предположительно названы возрастные болезни. Её тело было обнаружено в Лос-Анджелесе 14.10.2022 соседом[11].

Активная участница движения «Нью-Эйдж» — консультировала и читала лекции по метафизике.
О личной жизни актрисы известно мало. Один из порталов эротических роликов утверждает, что с будущим мужем Кэй познакомилась на съёмках и даже приглашала его в качестве партнёра в кино.

## Признание
Входит в Зал славы AVN и Зал славы Legends of Erotica.

## Фильмография
- 1998 — Продавцы Венеры / Merchants of Venus
- 1995 — Desert Winds
- 1991 — Fixation
- 1990 — Stairway to Paradise
- 1989 — Fire in the Hole
- 1988 — L'Amour
- 1987 — Tales from the Chateau
- 1987 — Too Hot to Touch
- 1985 — Balboa
- 1985 — Private Teacher
- 1985 — Connection Live
- 1985 — Nice 'n' Tight
- 1985 — Taboo IV: The Younger Generation
- 1985 — Hot Blooded
- 1985 — Ladies of the '80s
- 1984 — Tomboy
- 1984 — Nasty Nurses
- 1984 — Intimate Lessons
- 1984 — Fantasy Follies II
- 1984 — Matinee Idol
- 1984 — Sex Play
- 1984 — I Want to Be Bad
- 1983 — Satisfactions
- 1983 — Memphis Cathouse Blues
- 1983 — Eighth Erotic Film Festifal
- 1983 — Sweet Young Foxes
- 1983 — Swedish Erotica 45
- 1983 — The Young Like It Hot
- 1983 — Erotic Radio WSEX
- 1983 — Fantasy Follies
- 1982 — The Best Little Whorehouse in Texas
- 1982 — Taboo II
- 1982 — Desire/III
- 1982 — Casanova II
- 1982 — Body Talk
- 1981 — Vista Valley PTA
- 1981 — The Dancers
- 1981 — The Seven Seductions
- 1981 — Fast Cars Fast Women
- 1980 — Табу
- 1980 — Downstairs Upstairs
- 1980 — Champagne for Breakfast
- 1979 — Chorus Call
- 1979 — Kate & the Indians
- 1978 — The Health Spa
- 1978 — Untamed
- 1978 — Мир секса
- 1978 — 7 Into Snowy
- 1978 — Dracula Sucks
- 1977 — The New Erotic Adventures of Casanova